# Tropska kišna šuma
Tropska kišna šuma vegetacijski je oblik koji se sreće samo u tropskim klimatskim područjima.
Za ove je šume karakterističan gusti, visoki "krov" od lišća i vrlo bogata flora i fauna. Ne postoji razdoblje vegetacijskog mirovanja. Pored koraljnih grebena, u ovim područjima je najveća gustoća vrsta na svijetu.
Tropske kišne šume (uvijek zelene prašume ili džungle) tvore ekosustave prilagođene toploj klimi. Osnovno obilježje ove klime su prosječna godišnja temperatura od 25°C s kolebanjima od 0,5-0,6°C između godina, i dnevnim temperaturnim amplitudama od 6-10°C. Pored toga, godišnja količina padalina je iznad 2.500 mm, pa više od sedam mjeseci godišnje vlada vlažna klima, kad je količina padalina veća od isparavanja.
Tropske šume rasprostiru se tropskim područjima Južne i Srednje Amerike, Afrike i Južne Azije kao i Australije, s obje strane ekvatora. Iznimka su područja Anda u Južnoj Americi i pasatno-monsunsko područje Istočne Afrike.
Procijenjeno je da su 1950. tropske kišne šume pokrivale 16-17 milijuna km², dakle oko 11% površine Zemlje. Do 1980. 50% tih šuma uništeno je ljudskim djelovanjem, a proces uništavanja nastavljen je i još uvijek traje.
| Vrijeme              | Zbivanje                                  | Temperatura              |
| -------------------- | ----------------------------------------- | ------------------------ |
| 6.00 sati            | sunce vrlo brzo izlazi - šuma je u magli  | 20°C                     |
| do 10.00 sati        | puno vode isparava                        | 20°C-25°C                |
| do 13.30 sati        | nastaju veliki oblaci                     | 28°C                     |
| između 14-17.00 sati | snažne oluje/pljuskovi u kišnom razdoblju | između 30°C i 31°C       |
| nakon 17.00 sati     | sunce ponovo sja                          | 28°C                     |
| 18.00 sati           | sunce brzo zalazi                         | 26°C                     |
| nakon 18.00 sati     | mrak je                                   | noću: između 20°C i 23°C |